# 뉴욕 역사 협회

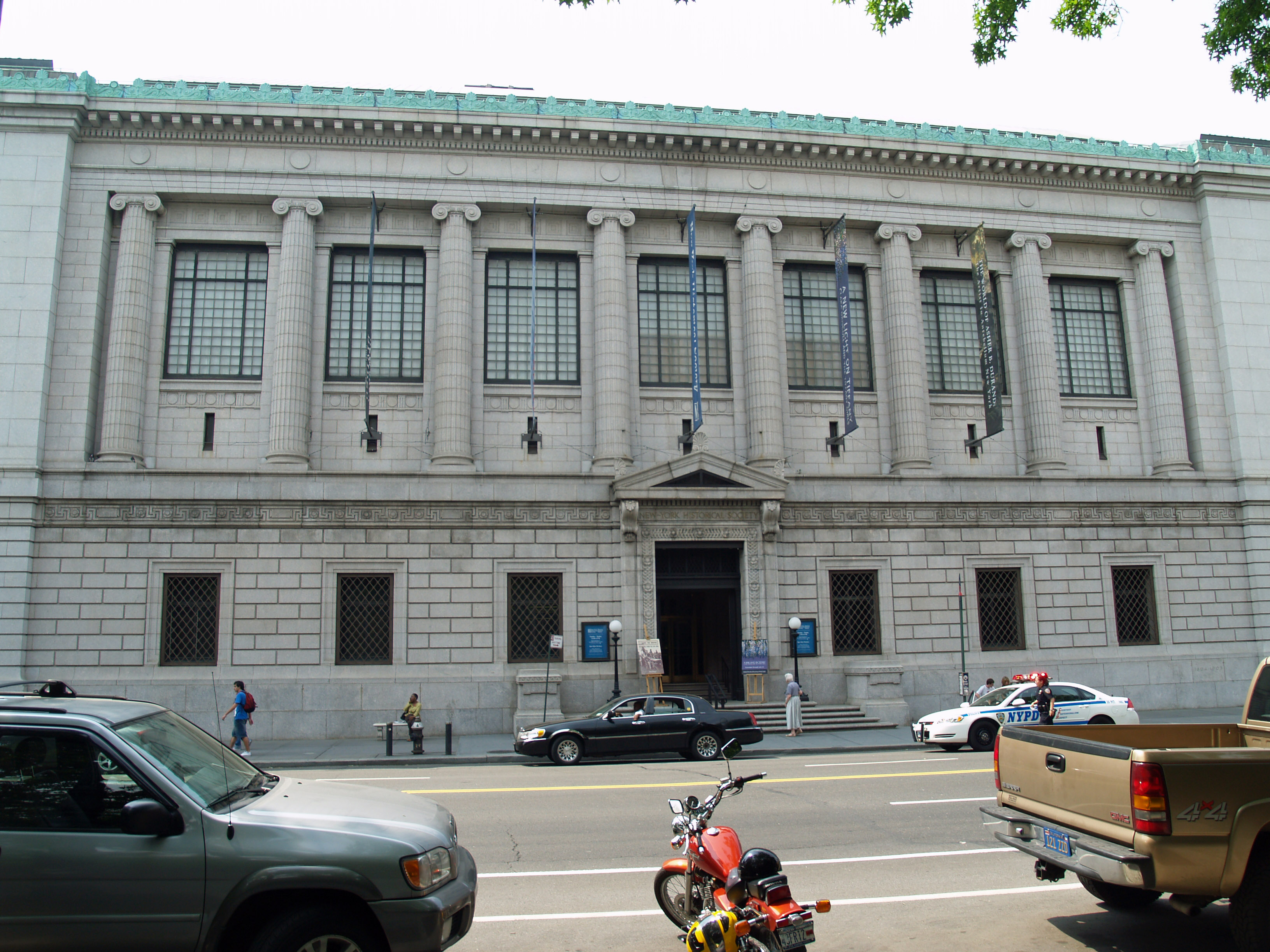
뉴욕 역사 협회

뉴욕 역사 협회(뉴욕歷史協會, 영어: New-York Historical Society)는 미국 뉴욕 맨해튼에 위치한 역사 박물관이다. 센트럴 파크 서쪽에 위치하고 있으며, 1804년 개관한 뉴욕 최초의 박물관이다. 이름 그대로 뉴욕의 역사에 관한 자료들이 전시되어 있다.

## 같이 보기
- 뉴욕의 역사